# Saint-Laurent-du-Var
Saint-Laurent-du-Var – miejscowość i gmina we Francji, w regionie Prowansja-Alpy-Lazurowe Wybrzeże, w departamencie Alpy Nadmorskie.
Według danych na rok 1990 gminę zamieszkiwało 24 426 osób, a gęstość zaludnienia wynosiła 2416 osób/km² (wśród 963 gmin regionu Prowansja-Alpy-W. Lazurowe Saint-Laurent-du-Var plasuje się na 28. miejscu pod względem liczby ludności, natomiast pod względem powierzchni na miejscu 691.).

## Współpraca
- Landsberg am Lech, Niemcy
- Siófok, Węgry
- Waldheim, Niemcy
- Saint-Laurent-du-Maroni, Gujana Francuska